# Jacques Stephen Alexis
Jacques Stephen Alexis, haitski pisatelj, * 1922, † 1961.
Alexis je pisal v francoščini; opisoval je prizore iz ljudskege življenja.

## Dela
- Maskirani črnec
- Gori kot trn v krvi
- Dolarji
- Pojoča drevesa